# Puhm (Einheit)
Puhm, auch Palma, war ein Längenmaß in Rumänien. Es ist das Maß Faust.
- 1 Puhm = 0,123823 Meter
- 2 Puhm = 1 Fuß (Walachische) = 16 Degeti/Detjette/Finger = 1/8 Klafter (Walachische) = 0,24765 Meter

Das Maß Puhm war von der Walachischen Klafter, also von 1,981 Meter 1/16.